# Temps de génération
En biologie des populations et en démographie, le temps de génération est une quantité qui reflète le temps moyen entre deux générations consécutives dans la généalogie d'une population. Néanmoins, il a plusieurs façons de quantifier cela et il y existe donc plusieurs définitions du temps de génération.
Dans les populations humaines, le temps de génération est généralement compris entre 22 et 32 ans, fait que les historiens utilisent parfois pour dater des évènements de façon approchée (en convertissant un nombre de générations en années).
En épidémiologie, le temps de génération a une signification différente et désigne le délai entre l'infection d'un hôte par un pathogène et le moment où l'hôte est le plus contagieux.

## Définitions et formules correspondantes
Les définitions existantes du temps de génération peuvent être groupées en deux catégories : celles qui l'envisagent comme un temps de renouvellement de la population et celles qui l'envisagent comme une distance entre les individu d'une génération et ceux de la suivante. Voici les trois définitions les plus fréquemment utilisées :

### Le temps pour que la taille de la population soit multipliée par son taux net de reproduction
Le taux net de reproduction, noté {\displaystyle R_{0}}, est le nombre d'individus par lequel un individu est remplacé à la génération suivante, c'est-à-dire l'espérance du nombre d'individus produits par un individu au cours de sa vie (en prenant en compte les individus qui meurent sans avoir pu se reproduire). Ainsi, un taux net de reproduction égal à 1 signifie que la population est à l'équilibre démographique. Cette définition du temps de génération l'envisage donc comme un taux de renouvellement de la population. Elle justifie la définition simpliste utilisée en microbiologie ("le temps de doublement de la population") : il suffit en effet de considérer que durant la phase de croissance exponentielle d'une culture bactérienne, la mortalité est très faible et que, de ce fait, une bactérie est remplacée par deux bactéries à la génération suivante (la cellule mère et la cellule fille).
Si la dynamique de la population est exponentielle (i.e. {\displaystyle n(t)\sim \alpha e^{rt}}, où {\displaystyle n(t)} est la taille de la population au temps {\displaystyle t}), une expression du temps de génération correspondant à cette définition est donnée par :
{\displaystyle T={\frac {\log R_{0}}{r}}}.
En effet, {\displaystyle T} est tel que {\displaystyle n(t+T)=R_{0}n(t)}, i.e. {\displaystyle e^{rT}=R_{0}}.

### La différence d'âge moyenne entre les individus et leurs enfants
Cette définition mesure la distance entre les générations plus que le taux de renouvellement de la population. La plupart des modèles démographiques ne prenant en compte que les femelles, cette définition est souvent utilisée sous la forme de l'âge moyen des mères à la naissance de leurs filles. Néanmoins, il est également possible de s'intéresser à la différence d'âge entre père et fils, etc.
Lorsque la population est à sa structure stable, il existe des formules pour calculer cette quantité : dans les modèles avec structure d'âge, une expression de ce temps de génération est donnée par :
{\displaystyle T=\int _{0}^{\infty }xe^{-rx}\ell (x)m(x)\,\mathrm {d} x},
où r est le taux de croissance malthusien de la population, ℓ(x) est la fonction de survie (probabilité qu'un individu survive jusqu'à l'âge x) et m(x) est la fonction de maternité. Dans le cas des modèles matriciels de population, il existe une formule générale :
{\displaystyle T={\frac {\lambda \mathbf {vw} }{\mathbf {vFw} }}={\frac {1}{\sum e_{\lambda }(f_{ij})}}},
où λ = er est le taux de croissance en temps discret de la population, F = (fij) sa matrice de fertilités, v sa valeur reproductive (vecteur ligne) et w sa distribution stable des classes (vecteur colonne); les {\displaystyle \textstyle e_{\lambda }(f_{ij})={\frac {f_{ij}}{\lambda }}{\frac {\partial \lambda }{\partial f_{ij}}}} sont les élasticités de λ aux fertilités.

### L'âge moyen auquel les membres d'une cohorte se reproduisent
Cette définition est assez semblable à la précédente, mais ne nécessite pas de supposer que la population est à sa distribution stable des âges pour être calculée. De plus, elle peut être calculée pour différentes cohortes et fournit donc plus d'information sur le temps de génération dans la population. Une expression est donnée par :
{\displaystyle T={\frac {\int _{0}^{\infty }x\ell (x)m(x)\,\mathrm {d} x}{\int _{0}^{\infty }\ell (x)m(x)\,\mathrm {d} x}}}.
En effet, le numérateur est la somme des âges auxquels les membres de la cohorte se reproduisent, et le dénominateur n'est autre que R0, le nombre moyen de descendants qu'ils produisent.